# Valea Ungurului
Valea Ungurului – wieś w Rumunii, w okręgu Marusza, w gminie Cozma. W 2011 roku liczyła 11 mieszkańców.